# Кио, Харри
Ха́рри Ки́о (англ. Harry Keough, произносится ['hærɪ 'ki:əʊ]; 15 ноября 1927, Сент-Луис, Миссури — 7 февраля 2012, Сент-Луис, Миссури) — американский футболист, защитник, участник легендарного матча между сборными Англии и США на чемпионате мира 1950 года.

## Карьера

### Клубная
Харри Кио родился в Сент-Луисе, с детства занимался различными видами спорта. Его футбольная карьера началась в клубе «Сент-Луис Шумахерс». С этим клубом он выиграл юношеский кубок вызова в 1946 году. Затем он поступил на службу в ВМС США и стал играть за «Сан-Франциско Барбарианз».
По возвращении в Сент-Луис после демобилизации он стал выступать за клуб «Пауль Шульте Моторс». В сезоне 1949—1950 клуб стал называться «Сент-Луис Макмаон», а ещё через год сменил название на «Сент-Луис Рейдерс». В 1952 году Кио вместе с клубом выиграл любительский чемпионат и кубок. Через год команда вновь сменила название на «Сент-Луис Кьютис». Клуб продолжал побеждать в чемпионате следующие два сезона, а в 1954 году добрался до финала Открытого Кубка США, где проиграл клубу «Нью-Йорк Американс». В 1957 году Харри всё же стал обладателем кубка США, продолжая играть за «Сент-Луис Кьютис». Он также выигрывал любительский кубок в течение 6 лет подряд: с 1956 по 1961 год.

### В сборной
В 1949 году Кио вошёл в состав сборной и сыграл на Кубке Американских наций, являвшемся по совместительству отборочным турниром к чемпионату мира 1950 года в Бразилии. На чемпионате мира он сыграл в трёх матчах, в том числе и в знаменитом матче против англичан в Белу-Оризонти 29 июня 1950 года, когда американцам удалось сенсационно победить 1:0.
Харри выступал за сборную вплоть до 1957 года, сумев принять участие даже в отборочном турнире к чемпионату мира 1958 года. За 17 матчей, проведённых сборную, он отличился всего лишь раз, забив в июне 1957 года канадцам мяч с пенальти.
| Матчи и голы Харри Кио за сборную США | Матчи и голы Харри Кио за сборную США | Матчи и голы Харри Кио за сборную США | Матчи и голы Харри Кио за сборную США | Матчи и голы Харри Кио за сборную США | Матчи и голы Харри Кио за сборную США | Матчи и голы Харри Кио за сборную США |
| ------------------------------------- | ------------------------------------- | ------------------------------------- | ------------------------------------- | ------------------------------------- | ------------------------------------- | ------------------------------------- |
| №                                     | Дата                                  | Место проведения                      | Соперник                              | Счёт                                  | Голы                                  | Турнир                                |
| 1                                     | 14 сентября 1949                      | Мехико, Мексика                       | Куба                                  | 1:1                                   | -                                     | Кубок Американских наций 1949         |
| 2                                     | 18 сентября 1949                      | Мехико, Мексика                       | Мексика                               | 2:6                                   | -                                     | Кубок Американских наций 1949         |
| 3                                     | 21 сентября 1949                      | Мехико, Мексика                       | Куба                                  | 5:2                                   | -                                     | Кубок Американских наций 1949         |
| 4                                     | 25 июня 1950                          | Куритиба, Бразилия                    | Испания                               | 1:3                                   | -                                     | Чемпионат мира 1950                   |
| 5                                     | 29 июня 1950                          | Белу-Оризонти, Бразилия               | Англия                                | 1:0                                   | -                                     | Чемпионат мира 1950                   |
| 6                                     | 2 июля 1950                           | Ресифи, Бразилия                      | Чили                                  | 2:5                                   | -                                     | Чемпионат мира 1950                   |
| 7                                     | 30 апреля 1952                        | Глазго, Шотландия                     | Шотландия                             | 0:6                                   | -                                     | Товарищеский матч                     |
| 8                                     | 8 июня 1953                           | Нью-Йорк, США                         | Англия                                | 3:6                                   | -                                     | Товарищеский матч                     |
| 9                                     | 10 января 1954                        | Мехико, Мексика                       | Мексика                               | 0:4                                   | -                                     | Отбор к ЧМ 1954                       |
| 10                                    | 14 января 1954                        | Мехико, Мексика                       | Мексика                               | 1:3                                   | -                                     | Отбор к ЧМ 1954                       |
| 11                                    | 3 апреля 1954                         | Порт-о-Пренс, Гаити                   | Гаити                                 | 3:2                                   | -                                     | Отбор к ЧМ 1954                       |
| 12                                    | 4 апреля 1954                         | Порт-о-Пренс, Гаити                   | Гаити                                 | 3:0                                   | -                                     | Отбор к ЧМ 1954                       |
| 13                                    | 25 августа 1955                       | Рейкьявик, Исландия                   | Исландия                              | 2:3                                   | -                                     | Товарищеский матч                     |
| 14                                    | 7 апреля 1957                         | Мехико, Мексика                       | Мексика                               | 0:6                                   | -                                     | Отбор к ЧМ 1958                       |
| 15                                    | 28 апреля 1957                        | Лонг-Бич, США                         | Мексика                               | 2:7                                   | -                                     | Отбор к ЧМ 1958                       |
| 16                                    | 22 июня 1957                          | Торонто, Канада                       | Канада                                | 1:5                                   | 1                                     | Отбор к ЧМ 1958                       |
| 17                                    | 6 июля 1957                           | Сент-Луис, США                        | Канада                                | 2:3                                   | -                                     | Отбор к ЧМ 1958                       |

Итого: 17 матчей / 1 гол; 4 победы, 1 ничья, 12 поражений.

### Тренерская
В период с 1967 по 1982 год Харри Кио тренировал футбольную команду «Сент-Луис Билликенс».

## После футбола
Харри Кио был включён в Зал Американской Футбольной Славы в 1976 году.
В 2004 году вместе с Фрэнком Борги, Уолтером Баром, Джино Париани и Джоном Соузой Харри Кио принимал участие в чествовании участников команды, одержавшей победу в Белу-Оризонти над англичанами. Год спустя на экраны вышел фильм «Игра их жизней» о той памятной победе. Накануне чемпионата мира 2010, где англичане и американцы вновь попали в одну группу, Харри Кио вместе с Фрэнком Борги, вратарём сборной США в том самом матче, в интервью журналистам вспоминали подробности той встречи.
Умер в родном городе Сент-Луисе 7 февраля 2012 года.

## Достижения
- Обладатель Кубка США: 1957